# Massimbona
La frazione di Massimbona è situata a circa 4 km dal centro di Goito, in provincia di Mantova.

## Etimologia
Due ipotesi sono oggi dominanti riguardo all'origine del nome di questa frazione: da una parte esso indicherebbe le brevi soste lungo la via principale, che in latino venivano definite come Mansiones, mentre secondo un'altra ipotesi, il termine deriva dal latino-medievale Mansus, che significa podere, e che, unito all'aggettivo "bona" rimanderebbe ai poderi di terra fertile che anticamente dominavano in questo territorio paludoso.

## Storia

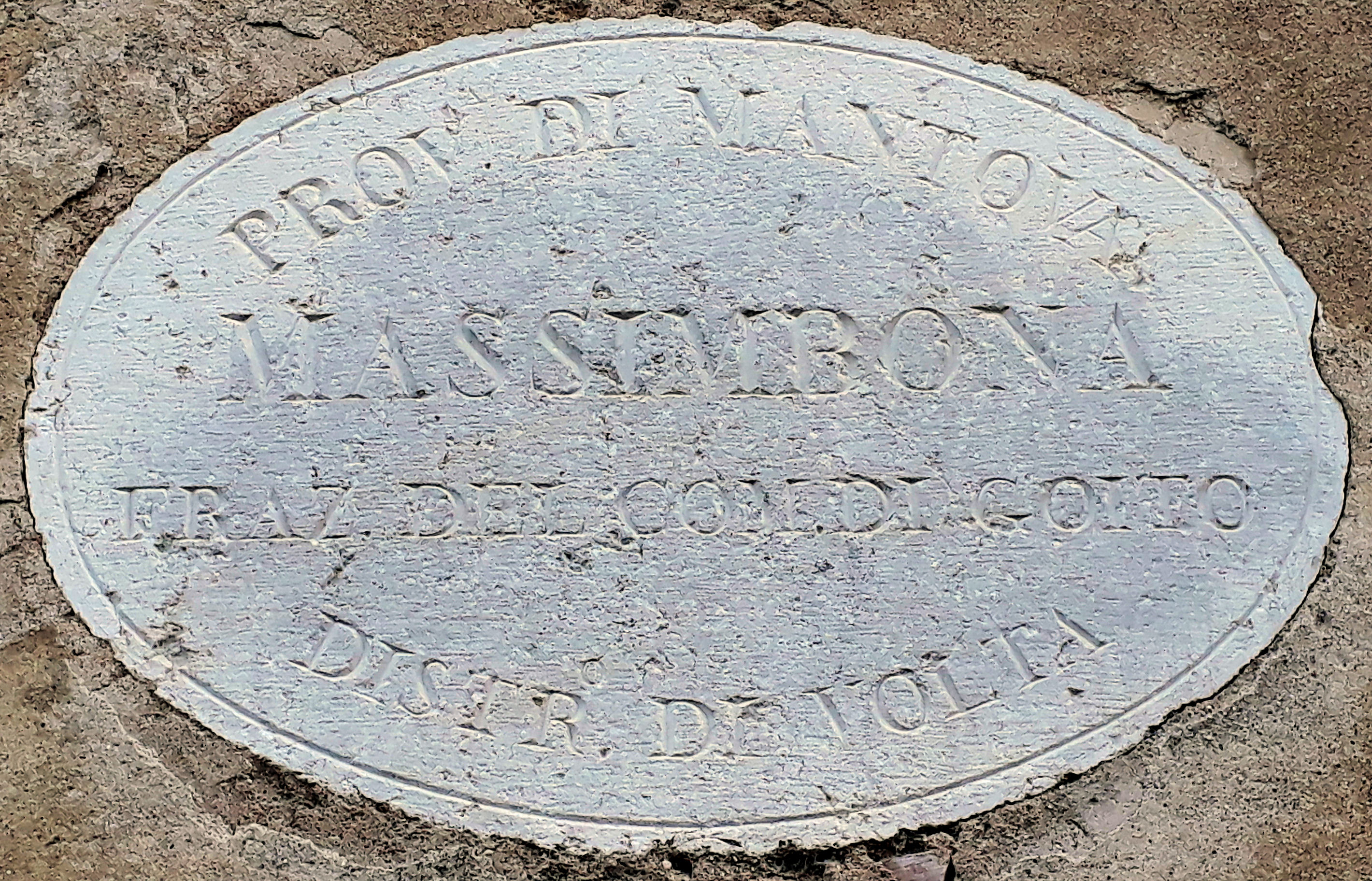

L'importanza del borgo nel corso dei secoli è legata alla presenza di due elementi peculiari del suo paesaggio: la via Postumia, risalente all'epoca romana, che, di passaggio nella frazione, rappresentava un collegamento fondamentale tra le città di Mantova e Verona, favorendo soprattutto il passaggio di mercanti e pellegrini, e il fiume Mincio, che qui ristagna formando una sorta di guado, e che favorì la costruzione di un mulino.
Il borgo di Massimbona viene citato per la prima volta nei documenti d'archivio nel 1279. Nei documenti d'archivio del XIV secolo, vengono indicati come possedimenti di alcuni componenti della famiglia Gonzaga (Feltrino e Filippino Gonzaga), quando i territori furono di Ludovico I Gonzaga, il quale nel XIV secolo diede un importante contributo allo sviluppo del borgo, dando avvio alla sua sistemazione idraulica e migliorando la gestione agricola della zona. 
Massimbona, assieme a Marmirolo e Villabona, fu anche di proprietà di Rodolfo Gonzaga, figlio del marchese di Mantova Ludovico III Gonzaga, che lo lasciò in eredità al figlio Aloisio Gonzaga alla sua morte nel 1495. Verso la fine del Cinquecento, a seguito della decadenza della famiglia Gonzaga, il territorio passò sotto il controllo di altre casate nobiliari, come i conti Chieppio, Custoza e infine i marchesi Cavriani nel 1732: questi ultimi prima riscattarono molti terreni che erano stati sottoposti a vincoli durante il controllo del borgo da parte dei Custoza e ne acquistarono altri, al fine di ottenere il pieno controllo del territorio. Nel periodo del governo di questa casata, la situazione agricola nella località migliorò ulteriormente, venne inoltre favorita l'attività del mulino e abbellita la chiesa di San Pietro in Vincoli.
Verso la fine del XIX secolo Massimbona viene poi suddivisa in vari possedimenti di proprietà delle varie famiglie borghesi disperse sul territorio; in seguito, probabilmente nel corso della dominazione austriaca, il borgo diventa comune, anche se è direttamente dipendente da Goito.

## Monumenti e luoghi di interesse

### Antico mulino

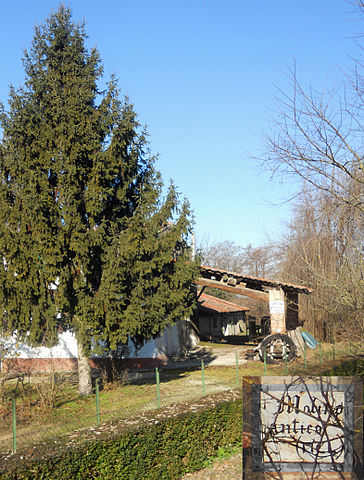
Aspetto attuale del mulino

La costruzione del mulino sembra risalire all'anno 1000, grazie all'opera dei frati benedettini, che in quel periodo si diffusero anche nel territorio dell'Alto Mantovano, sebbene il primo riferimento storico negli archivi sia del 1231. Nel 1313 gli Statuti Bonacolsiani disciplinavano l'attività dei mugnai, tra cui quelle delle città di Massimbona e Goito. 
Su una delle travi dell'edificio è inciso il cognome della famiglia Bonetti che nel 1393 ne era proprietaria. Successivamente la struttura appartenne ai Gonzaga e fu più volte modificata. Il mulino funzionava tramite il movimento di quattro ruote, sfruttando la notevole portata del fiume Mincio e poteva macinare da 800 a 1000 kg di cereali all'ora. Si sviluppava in due punti nevralgici: uno con ambienti paralleli al fiume, l'altro sovrastava l'acqua ed era luogo di raccolta di grano, farina ed arnesi. All'interno della struttura, che attualmente è di proprietà degli eredi Ramaroli, sono oggi conservati numerosi attrezzi agricoli originali costruiti nei secoli dai mugnai.

### Chiesa di San Pietro in Vincoli

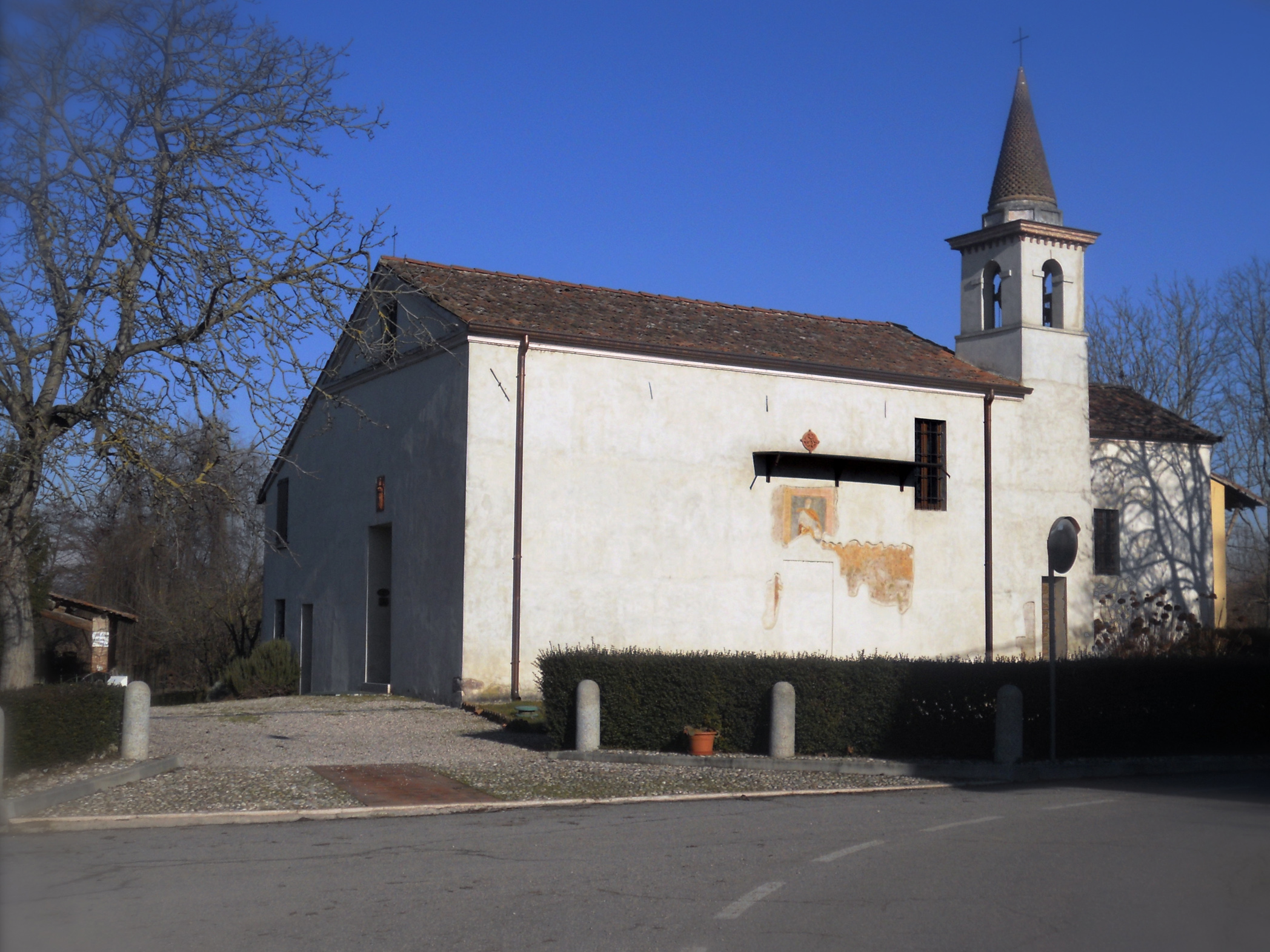
Veduta della Chiesa e di un tratto della via Postumia

La Chiesa, dedicata a San Pietro in Vincoli, non ha una precisa data di fondazione, ma si suppone che sia stata fondata dai monaci benedettini nel corso dei secoli XI-XII.